# Edwige Pitel
Edwige Pitel (Dinan, 4 de juny de 1967) és una duatleta i ciclista francesa, que destaca per la seva longevitat esportiva, ara ja retirada.
Va començar a destacar en l'atletisme, primer en el camp a través i a partir de 1998 en el duatló, on va guanyar el Campionat del món de llarga distància el 2000, i el de curta distància el 2003. També s'ha proclamat un cop campiona d'Europa i set vegades campiona nacional.
Des del 2001 també començar a obtenir èxits en proves només específiques de ciclisme. Així un dels seus primers triomfs va ser el Campionat nacional en contrarellotge de 2004 per davant de la gran Jeannie Longo. També ha competit en ciclisme en pista.

## Palmarès en duatló
- 1998
  -  Campiona de França en duatló
- 1999
  -  Campiona de França en duatló
- 2000
  - Campiona del món en duatló de llarga distància
  -  Campiona de França en duatló
- 2001
  -  Campiona de França en duatló
- 2002
  -  Campiona de França en duatló
- 2003
  - Campiona del món en duatló de curta distància
  - Campiona d'Europa en duatló
  -  Campiona de França en duatló
- 2005
  -  Campiona de França en duatló

## Palmarès en ciclisme en ruta
- 2001
  - 1a a la Chrono des Herbiers
- 2003
  - 1a al Tour de Bretanya
- 2004
  -  Campiona de França en contrarellotge
  - 1a a la Chrono des Herbiers
- 2005
  -  Campiona de França en contrarellotge
  - 1a a la Chrono des Herbiers
  - 1a al Tour féminin en Limousin i vencedora d'una etapa
  - Vencedora d'una etapa al Gran Bucle
- 2007
  -  Campiona de França en ruta
- 2008
  - 1a al Tour del Charente Marítim i vencedora d'una etapa
- 2009
  - 1a al Mount Hood Cycling Classic i vencedora de 3 etapes
- 2010
  - Vencedora d'una etapa al Tour féminin en Limousin
- 2012
  - 1a al Memorial Davide Fardelli
- 2016
  -  Campiona de França en ruta
  - Vencedora d'una etapa al Tour de l'Ardecha

## Palmarès en ciclisme en pista
- 2008
  -  Campiona de França en Scratch